# Peer to Peer University

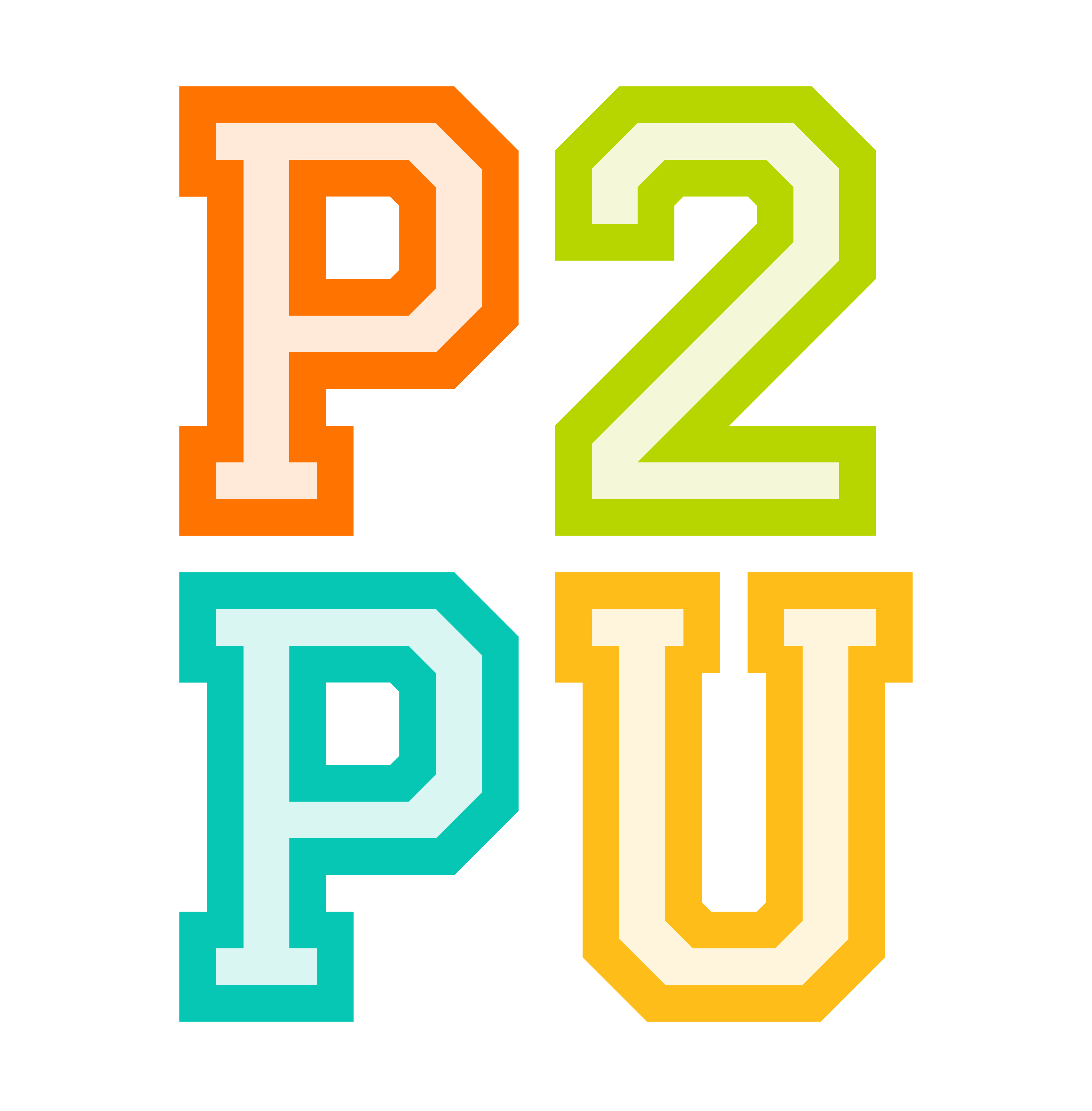
Peer to Peer University

Peer 2 Peer University (P2PU) es una comunidad de aprendizaje abierto en línea sin fines de lucro que permite a los usuarios organizar y participar en cursos y grupos de estudio para aprender sobre temas específicos. Peer 2 Peer University se inició en 2009 con fondos de la Fundación Hewlett y la Fundación Shuttleworth, con su primer curso en septiembre de ese año. Un ejemplo del enfoque de educación edupunk, P2PU no cobra matrícula y los cursos no están acreditados. Sin embargo, algunos cursos brindan la oportunidad de reconocer los logros a través del proyecto Open Badges.
P2PU ofrece algunas de las características de cursos en línea abiertos masivos (MOOC), pero se enfoca en que las personas compartan sus conocimientos sobre un tema o aprendan sobre un tema ofrecido por otro usuario con una mentalidad de bricolaje tipo wiki. A diferencia de los cursos en línea abiertos masivos típicos, cualquiera puede crear un curso y tomar uno. Además, debido a su naturaleza menos jerárquica, las actividades de P2PU no necesariamente tienen que ser cursos. El administrador del entorno de aprendizaje puede seleccionar entre Grupo de estudio y Desafío, así como crear su propio término. 

## Perfil académico
La filosofía de igual a igual de P2PU está destinada a poner un "envoltorio social y pedagógico" en torno al acceso abierto y los materiales educativos . Existe alguna evidencia que sugiere que una mayor participación social en P2PU puede conducir a un aprendizaje más invertido que otra educación en línea. Por ejemplo, en un primer curso de P2PU sobre literatura ciberpunk, la investigación observó "un cambio del patrón de relaciones entre la autoridad y el sujeto generalmente asociado con la educación dirigida por docentes al patrón de relaciones de relaciones asociadas con la educación dirigida por pares". Los participantes de la clase se comunican en vivo a través de tecnologías como Skype e IRC, así como de forma asincrónica a través del sitio web de P2PU, lo que permite que los compañeros de clase geográficamente dispersos tengan discusiones. P2PU está organizado en escuelas que incluyen: 
- Innovación social : centrada en la innovación social.
- Escuela Webcraft - Respaldado por Mozilla
- Escuela de artesanía web - Coordinado con Creative Commons
- Escuela de Educación - Centrada en la pedagogía
- Futuro matemático : coordinado con la red de aprendizaje familiar Natural Math y el grupo de interés Math 2.0 .

Los cursos de la escuela de artesanía web de P2PU fueron los primeros en adoptar recompensas de insignia, y un sistema de finalización de tareas con elementos de gamificación y gamificación del aprendizaje . 
Algunos de los cursos que se han ofrecido o se ofrecen actualmente incluyen: 
- Riqueza mental: conózcala y hágala crecer: una exploración global de las percepciones y el estigma asociado a la salud mental
- Ciencia abierta: una introducción: donde puede aprender sobre el movimiento de acceso abierto relacionado con cosas tales como datos de investigación médica para ayudar a curar enfermedades.
- Nerds compasivos: un curso que busca explicar por qué, a pesar de miles de millones de dólares para abordar los problemas sociales, permanecen y qué se puede hacer al respecto.

## Infraestructura
El principal sistema de gestión del aprendizaje para los cursos P2PU se llama Lernanta (la palabra en esperanto para "aprendizaje"). Está escrito en Python usando el marco web Django, y es desarrollado y mantenido por la comunidad y el personal de P2PU. Un grupo de estudio de P2PU, "Introducción a la contribución a Lernanta", está diseñado para ayudar a las personas a convertirse en contribuyentes de Lernanta. Una bifurcación del software Batacuda de la Fundación Mozilla que impulsa a drumbeat.org, Lernanta está disponible bajo la Licencia Pública de Mozilla, la GNU GPL y la LGPL . P2PU también alberga un wiki y un servidor OSQA para preguntas y respuestas.   

## Historia
Los miembros fundadores de P2PU son Delia Browne, Neeru Paharia, Stian Haklev, Joel Thierstein y Philipp Schmidt. La organización es una organización sin fines de lucro 501 (c) (3) con fondos de The Hewlett Foundation, The Shuttleworth Foundation y laUniversidad de California en Irvine.
Schmidt explicó en una entrevista en video que P2PU surgió cuando él y sus amigos, que luego se convertirían en sus cofundadores, intentaron poner a prueba los recursos educativos abiertos y tratar de aprender de ellos. Seleccionaron un tema con el que no estaban familiarizados, Psicología, y establecieron llamadas semanales para tratar de aprender en grupo con los materiales. Schmidt dice que fue "increíblemente difícil" y "lo que es más importante es el aspecto social, ese vínculo que se forma entre las personas, y el contenido es realmente solo el comienzo de la experiencia de aprendizaje".
Los planes para P2PU se anunciaron en octubre de 2008. El lanzamiento oficial se realizó en septiembre de 2009. El proyecto fue inicialmente apoyado por una subvención de $ 70,000 de la Fundación William y Flora Hewlett.
En septiembre de 2009, P2PU realizó siete cursos piloto con un total de 227 participantes. A partir de septiembre de 2011, P2PU afirma "una comunidad de aproximadamente 1,000" y tiene más de 50 cursos abiertos para registrarse.